# Axiata Cup 2013
Der Axiata Cup 2013 war die zweite Auflage dieses Badmintonwettbewerbs. Bei dieser Auflage starteten erstmals auch Frauen in den Teams sowie mit der Europaauswahl zum ersten Mal auch eine nicht-asiatische Mannschaft. Sieger wurde das Team aus Malaysia.

## Modus
Vom 21. bis zum 24. März (in Surabaya) und vom 29. bis zum 31. März 2013 (in Kuala Lumpur) wurde eine Vorrunde der acht beteiligten Teams im Modus Jeder-gegen-jeden ausgetragen. Es nahmen Mannschaften aus Indonesien, Malaysia, Singapur, Thailand, Vietnam und den Philippinen sowie eine Europa- und eine Asienauswahl teil. Am 13. April trugen die vier Erstplatzierten in Kuala Lumpur die Halbfinale aus, die Sieger am 14. April das Finale in Kuala Lumpur. Das Preisgeld betrug insgesamt eine Million US-Dollar, wovon 400.000 Dollar auf den Sieger, 200.000 Dollar auf den Zweiten, 150.000 Dollar auf den Dritten und 100.000 Dollar auf den Viertplatzierten entfielen. Die in der Vorrunde ausgeschiedenen Teams erhielten 60.000 Dollar (Platz 5), 40.000 Dollar (Platz 6), 30.000 Dollar (Platz 7) und 20.000 Dollar (Platz 8).

## Ergebnisse

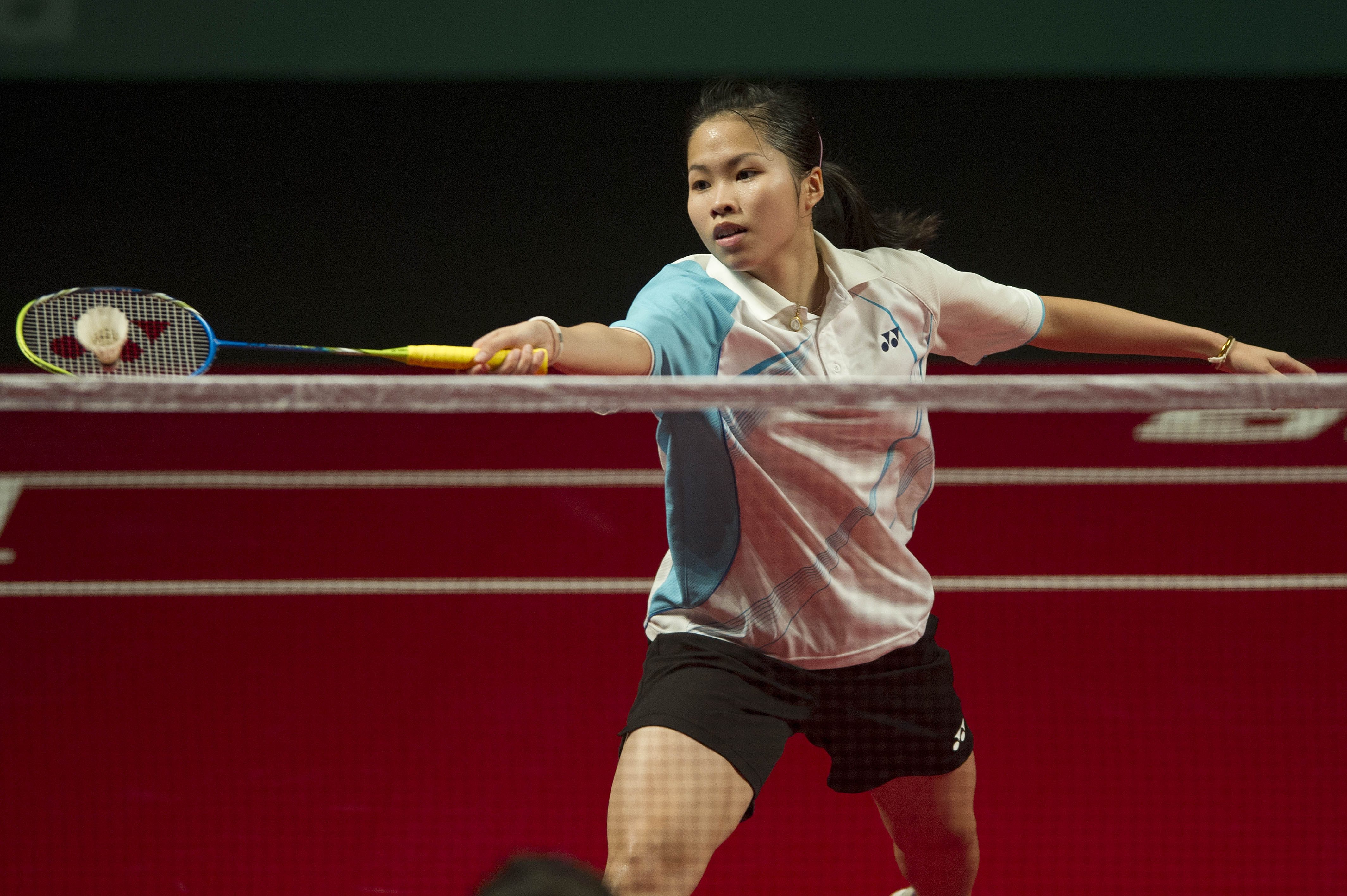
Ratchanok Intanon im Finale gegen das Team aus Malaysia

### Vorrunde
- 1. Indonesien
- 2. Malaysia
- 3. Thailand
- 4. Asia All-Stars
- 5. Europe All-Stars
- 6. Singapur
- 7. Vietnam
- 8. Philippinen

### Endrunde
- 1. Malaysia
- 2. Thailand
- 3. Asia All-Stars
- 4. Indonesien